# Храм Артемиды Гемеры
Храм Артемиды Гемеры (греч. Ναός της Αρτέμιδος Ημέρας ή Ημερασίας) располагается в греческой области Ахея на полуострове Пелопоннес, примерно в двухстах километрах к западу от Афин. Посвящён древнегреческой богине Артемиде, которую в этой местности почитали также под именем Гемера (др.-греч. Ἡμέρα «день»).
Сохранившиеся развалины относятся к храму III в. до н. э., хотя первый храм был по крайней мере на сто лет старше. Храм стоял поблизости от древнего города Лусы. Раскопки начали в 1898—99 годах австрийские археологи, а продолжили греки в 1981 году.